# 伊拉里娅·比安基
伊拉里娅·比安基（義大利語：Ilaria Bianchi，1990年1月6日—）生于圣彼得罗·泰尔梅堡，是一名意大利女子游泳运动员，主攻蝶泳。她在2岁时开始接触游泳，当时她的父母希望她尝试一项体育运动，同时也不希望她溺水，便让她学习游泳，5岁时，她开始从事竞技游泳。2010年9月，她加入意大利监狱警察部队。她在职业生涯初期主攻短距离项目，2017年开始兼项200米项目。